# Evropska knjižnica
Evropska knjižnica (angleško The European Library, TEL) je bil spletni servis konzorcija evropskih nacionalnih knjižnic, ki je nudil dostop do virov 47 nacionalnih knjižnic po Evropi. Viri so bili lahko v digitalni ali analogni obliki, vključno s knjigami, revijami, časopisi, avdioposnetki ter ostalim gradivom. Portal Evropske knjižnice je omogočal brezplačno iskanje in ponujal zapise metapodatkov in digitalnih objektov: nekatere brezplačno, druge proti plačilu. Upravljanje Evropske knjižnice je temeljilo na sodelovanju triindvajsetih nacionalnih knjižnic, ki so zadolžene za vzdrževanje in razvoj storitev na portalu.
Zaradi ugotovitve, da sistem ne more več slediti specifikam posameznih nacionalnih knjižnic, je konzorcij konec leta 2016 ukinil Evropsko knjižnico. Njeno poslanstvo nadaljuje soroden servis Europeana.

## Zgodovina
Portal Evropske knjižnice je bil ustanovljen v sodelovanju z devetimi nacionalnimi knjižnicami in člani CENL (Conference of European National Librarians) pod okriljem projekta Evropske knjižnice.
Le-ta se je začel leta 2001 v okviru Petega okvirnega programa Evropske komisije (Fifth Framework Programme of the European Commission) in je trajal do leta 2004. V projekt se je vključilo 9 nacionalnih knjižnic in sicer iz Finske, Nemčije, Italije (Firence in Rim), Nizozemske, Portugalske, Slovenije, Švice in Združenega kraljestva.
Stran je bila prvič objavljena 17. marca 2005 in je v slabem letu imela več kot 500.000 obiskovalcev. V juliju 2005 so se omenjenim knjižnicam pridružile še nacionalne knjižnice Avstrije, Hrvaške in Srbije.
Nacionalne knjižnice desetih novih držav članic Evropske unije so postale del Evropske knjižnice s projektom TEL-ME-MORE (The European Library: Modular Extensions for Mediating Online Resources). Polnopravne članice konzorcija pa so 1. januarja 2006 postale tudi nacionalni knjižnici Estonije in Latvije ter danska Kraljeva knjižnica. Julija 2006 so svoje digitalne vire na stran dodale nacionalne knjižnice Češke, Slovaške in Madžarske, decembra istega leta pa še nacionalne knjižnice s Cipra ter iz Litve, Malte in Poljske.
Evropska knjižnica je naredila naslednji korak za razširitev s projektom European Digital Library (EDL), ki se je začel septembra 2006. Projektu so dodali digitalne vsebine preostalih devetih nacionalnih knjižnic držav EU in EFTA. Vključene države so bodisi članice Evropske unije, bodisi Evropske cone proste trgovine: Belgija, Grčija, Islandija, Irska, Liechtenstein, Luksemburg, Norveška, Španija in Švedska. Poleg podpore nacionalnih knjižnic, da postanejo polnopravne članice Evropske knjižnice, se je projekt osredotočal na večjezičnost servisa, ustvarjal evropski register metapodatkov (European Metadata Registry) in strategijo digitalizacije v nacionalnih knjižnicah.
V sklopu projekta EDL sta potekali tudi dve delavnici, kjer so obravnavali tehnične in politične probleme pri združevanju drugih digitalnih virov kulturne dediščine pod okrilje Evropske digitalne knjižnice. Projekt je trajal 18 mesecev, financirala ga je Evropska komisija.

## Iskalna orodja
Stran Evropske knjižnice so stalno prilagajali potrebam svojih končnih uporabnikov. V poizkusnem obdobju je bil dostop do nje možen le prek Internet Explorer 6.0. Od junija 2005 je bilo do strani možno priti tudi prek Camina (uporabniki Mac), Netscapea in Firefoxa. Drugi spletni brskalniki, kot so Opera, Safari in Galeon, niso združljivi z arhitekturo portala Evropske knjižnice. Od marca 2007 je bilo možno mini iskalnik Evropske knjižnice vključiti tudi v druge spletne strani.
Stran je vzdrževal Urad Evropske knjižnice, ki je v prostorih nizozemske Kraljeve knjižnice v Haagu, vodila ga je direktorica Evropske knjižnice Jill Cousins.

## Slovenija in Evropska knjižnica
Narodna in univerzitetna knjižnica (NUK) je ena izmed devetih nacionalnih knjižnic, ki so leta 2005 ustanovile portal Evropske knjižnice. Kot njena polnopravna članica je omogočala uporabo portala v slovenskem jeziku. Prek portala je ponujala za evropskega državljana najzanimivejše slovenske digitalne vsebine (najstarejše zemljevide slovenskega ozemlja, portrete znanih Slovenk in Slovencev, zvočne posnetke pevskih solistov in ansamblov iz začetka 20. stoletja) ter tudi katalog KatNUK in slovensko nacionalno bibliografijo.
Po vzoru modularnih rešitev za posredovanje spletnih informacijskih virov, razvitih za potrebe Evropske knjižnice, nastaja tudi Digitalna knjižnica Slovenije - dLib.si, ki je bila prav tako najdljiva prek evropskega portala.
Slovenska narodna in univerzitetna knjižnica je bila aktivna partnerica v vseh projektih Evropske komisije, ki so del Evropske knjižnice (projekt TEL, TEL-ME-MOR, EDLproject). V obdobju 1997–2005 je sodelovala pri razvoju prvega spletnega stičišča evropskih nacionalnih knjižnic Gateway to Europe's National Libraries (GABRIEL), ki velja za predhodnika Evropske knjižnice.